# Italian International 2003
Die Italian International 2003 im Badminton fanden vom 18. Dezember bis zum 21. Dezember 2003 in Rom statt.

## Sieger und Platzierte
| Disziplin    | Gold                             | Silber                       | Bronze                                 |
| ------------ | -------------------------------- | ---------------------------- | -------------------------------------- |
| Herreneinzel | Gerben Bruijstens                | Daniel Damgaard              | Ricardo Fernandes                      |
| Herreneinzel | Gerben Bruijstens                | Daniel Damgaard              | Inoki Cahyadi                          |
| Dameneinzel  | Agnese Allegrini                 | Line Isberg                  | Bing Huang                             |
| Dameneinzel  | Agnese Allegrini                 | Line Isberg                  | Hana Procházková                       |
| Herrendoppel | Inoki Cahyadi Agus Sugimin       | Arnd Vetters Franklin Wahab  | Steffen Hornig Andreas Wölk            |
| Herrendoppel | Inoki Cahyadi Agus Sugimin       | Arnd Vetters Franklin Wahab  | Mads Hallas Jesper Hovgaard            |
| Damendoppel  | Agnese Allegrini Federica Panini | Louise Ibsen Karina Sørensen | Hana Procházková Ivana Vilimkova       |
| Damendoppel  | Agnese Allegrini Federica Panini | Louise Ibsen Karina Sørensen | Chrisa Georgali Christina Mavromatidou |
| Mixed        | Jesper Hovgaard Karina Sørensen  | Donal O’Halloran Bing Huang  | Agus Sugimin Claudia Ritter            |
| Mixed        | Jesper Hovgaard Karina Sørensen  | Donal O’Halloran Bing Huang  | Neil Lynch Fiona Glennon               |